# Zwergenfee
'Zwergenfee' est un cultivar de rosier miniature obtenu en Allemagne de l'Ouest par Reimer Kordes, pour la maison Kordes en 1979. Il se caractérise par ses fleurs rouge orangé. Il est idéal pour les bordures, les balcons et terrasses, ainsi que les potées, comme tous les rosiers miniatures.

## Description
'Zwergenfee' présente des fleurs semi-doubles en coupe de 4 cm à 5 cm de diamètre (29 pétales) ; elles sont rouge cerise à rouge orangé s'ouvrant sur des étamines dorées et fleurissent en petits bouquets. Elles sont bien parfumées. Le buisson érigé jusqu'à 40 cm, pour une envergure de 20 cm à 30 cm, porte un feuillage dense et vert foncé.
Ce cultivar est remontant de juin à septembre et offre une bonne résistance aux maladies. Il préfère les situations ensoleillées. Sa zone de rusticité est de 6b à 9b, il supporte donc les hivers froids si son pied est protégé et doit être couvert par très grands froids.
Il est issu d'un semis non révélé au public et de 'Träumerei' (floribunda, Kordes 1974).